# Luis de Alcalá

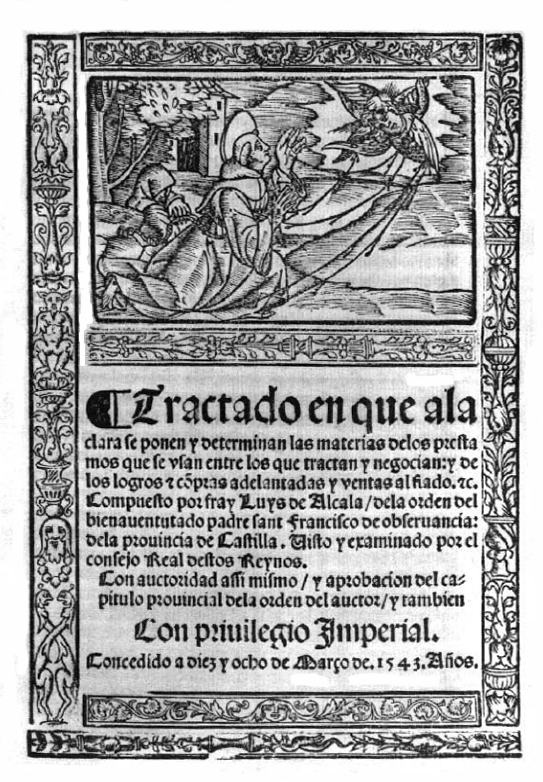
Tratado sobre los préstamos (1543).

Luis de Alcalá (¿1490?-1549), franciscano español del siglo XVI, fue uno de los más notables economistas de su tiempo. 

## Biografía
En 1543 publicó su "Tratado en que a la clara se ponen y determinan las materias de los préstamos que se usan entre los que tractan y negocian", tres años más tarde siguió profundizando en la materia y volvió a publicar su obra muy aumentada y enmendada bajo el título "Tractado de los prestamos que passan entre mercaderes y tractantes y por consiguiente de los logros cambios compras adelantadas y ventas al fiado" impresa en Toledo en 1546.
En línea con sus contemporáneos de la Escuela de Salamanca, Alcalá realizó, antes incluso que Martín de Azpilcueta o Tomás de Mercado, una serie de importantes reflexiones sobre la licitud moral de los préstamos con interés, los precios, el valor del dinero y el desarrollo económico. 
Las aportaciones de Fray Luis de Alcalá a la lexicografía económica española son consideradas de la mayor importancia ya que en su obra abundan las definiciones y explicaciones de los principales vocablos económicos de su tiempo.
- Datos: Q5984502
- Multimedia: Luis de Alcalá / Q5984502